# Сарманай
Сарманай — село в Шарлыкском районе Оренбургской области, административный центр Сарманайского сельсовета.

## География
Находится у реки Дёма на расстоянии примерно 19 километров по прямой на север-северо-запад от районного центра села Шарлык.

## История
Основано село в 1743-1744 годах как почтовая станция на Новомосковской дороге. Название возникло от личного имени одного из основателей - Сарманая.
Уроженец села Нургали Мухаметгалиевич Галиев (1914—1977) — татарин, красноармеец Рабоче-крестьянской Красной Армии, участник Великой Отечественной войны, Герой Советского Союза (1943).

## Население
Население составляло 929 человека в 2002 году (татары 89 %),  746 по переписи 2010 года.

## Религия
Мечети
- Мечеть Бату Банат